# Władysław Dehnel (1912–1986)

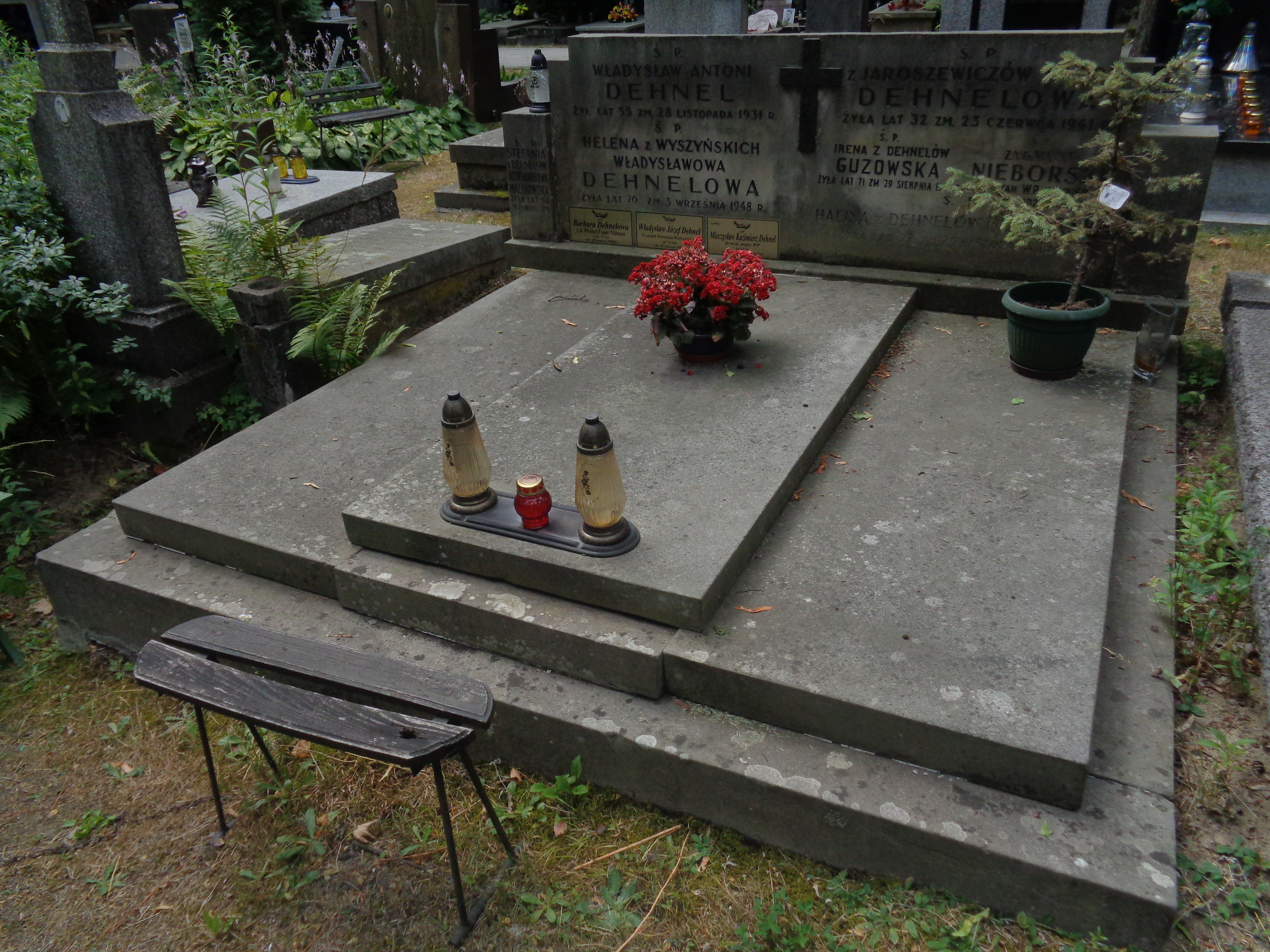
Grób Władysława Józefa Dehnela na Cmentarzu Wojskowym na Powązkach

Władysław Józef Dehnel ps. Agrafka, Feliksiak, Kowalski, Marczewski, Skoczylas, Zabłocki (ur. 12 sierpnia 1912 w Krakowie, zm. 29 czerwca 1986 w Antwerpii) – polski harcerz, oficer Armii Krajowej, uczestnik powstania warszawskiego. Po wojnie działacz emigracyjnej Polskiej Partii Socjalistycznej

## Życiorys
Syn Władysława Dehnela, członka Organizacji Bojowej PPS pseudonim „Agrafka” oraz Heleny z domu Wyszyńskiej. Od 1917 roku wychowywał się we Lwowie. Od 1922 roku uczył się w gimnazjach we Lwowie, Rohatynie, Przemyślanach, a od 1928 roku w Warszawie, gdzie w 1931 roku uzyskał świadectwo dojrzałości. Od października 1931 roku studiował filologię polską na Uniwersytecie Warszawskim, jednak z powodu śmierci ojca i trudnych warunków materialnych musiał przerwać studia w 1933 roku. Od 1923 roku był członkiem ZHP, wchodząc od 1931 jako harcmistrz w skład Kręgu Instruktorów im. Mieczysława Bema (KIMB).
Od września 1933 do września 1934 roku był słuchaczem Dywizyjnego Kursu Podchorążych Piechoty 18 DP przy 71 pułku piechoty w Zambrowie, który ukończył z pierwszą lokatą. Ponownie podjął studia, których jednak nie ukończył utrzymując się z prac dorywczych. Był m.in. urzędnikiem Funduszu Pracy. Na stopień podporucznika został mianowany ze starszeństwem z dniem 1 stycznia 1936 i 384. lokatą w korpusie oficerów rezerwy piechoty.
Od lipca do sierpnia 1939 roku uczestniczył w kursie dla adiutantów batalionów w Ośrodku Wyszkolenia Rezerw Piechoty w Różanie, skąd został skierowany do 33 pułku piechoty. W szeregach tego pułku uczestniczył w kampanii wrześniowej 1939 roku.
Od października 1939 roku uczestniczył w konspiracji. Do początku 1941 roku był komendantem Chorągwi Warszawskiej Szarych Szeregów. Wiosną 1941 roku przeniesiony do rezerwy w związku z dekonspiracją. Od marca 1942 roku był adiutantem dowódcy Obwodu Żoliborz Armii Krajowej. Jednocześnie pracował w Wydziale Informacji Biura Informacji i Propagandy KG AK, w którym od czerwca 1943 roku był szefem referatu. W 1942 roku awansowany na porucznika.
W czasie okupacji był legalnie zatrudniony w Arbeitsamcie w Warszawie. Jako żołnierz Podziemia pomagał w infiltracji tej instytucji. Wiosną 1943 roku uczestniczył w przygotowaniach do udanego zamachu na szefa Arbeitsamtu, Curta Gregora Hoffmanna.
W czasie powstania warszawskiego był adiutantem dowódcy obwodu ppłk. Mieczysława Niedzielskiego „Żywiciel”, zaś od 20 września 1944 roku był oficerem operacyjnym 8 Dywizji Piechoty AK im. Romualda Traugutta. 27 września awansowany na stopień kapitana. Po kapitulacji przebywał w obozach jenieckich: Altengrabow Stalag XI A, Sandbostel Oflag X A. Znalazł się w grupie 29 oficerów (m.in. płk Mieczysława Niedzielskiego „Żywiciel”, płk. Karola Ziemskiego „Wachnowskiego”) oskarżonych o zamiar opanowania obozu. Przekazany Gestapo, skazany 4 kwietnia 1945  na śmierć został osadzony w obozie koncentracyjnym Neuengamme. Życie całej grupie oficerów uratowała interwencja hrabiego Folke Bernadotte u Heinricha Himmlera. Został wysłany do oflagu w Lubece, gdzie 2 maja 1945 roku został uwolniony przez wojska brytyjskie.
Od maja 1945 roku był zastępcą dowódcy batalionu ppłk Niedzielskiego w Lubece, w lipcu 1945 roku został przydzielony do Obozu Zbornego nr 1 w Paryżu, a następnie Obozu Zbornego nr 3 w Lille. Pozostał na emigracji w Belgii.
Pracował w Sekcji Robotników Cudzoziemskich związków zawodowych zbliżonych do Belgijskiej Partii Socjalistycznej. Działał również w PPS na terenie Belgii, od 1948 roku wchodził w skład Rady Centralnej PPS na emigracji.
Za udział w powstaniu odznaczony został 30 września 1944 roku Srebrnym Krzyżem Orderu Wojennego Virtuti Militari
Pochowany na cmentarzu Powązki Wojskowe w Warszawie (kw. 15A-5-13/14).